# Zlatá panda
Zlatá panda (čínsky 熊猫金币, pchin-jin: xióngmāojīnbì, český přepis: siung-mao-ťin-pi, anglicky Chinese Gold Panda) je mince ze série zlatých ražených mincí vydávaných Čínskou lidovou republikou. Oficiální ražba zlatých mincí panda byla zahájena v roce 1982. Vzor mince se s malými výjimkami mění každý rok. Panda mince jsou dostupné v různých hmotnostech a nominálních hodnotách v rozsahu od 1/20 trojské unce do 1 trojské unce (výjimečně i větší – 5 a 12 trojských uncí nebo 1 kg). Jsou rovněž vydávány série stříbrných mincí Panda. Ty mají stejný design jako zlaté mince.

## Historie
Čína vydala první zlatou minci se zobrazením pandy v roce 1982 v hmotnostech 1, 1/2, 1/4 a 1/10 trojské unce v ryzosti zlata 999/1000. Od roku 1982 byla přidána další hmotnost 1/20 trojské unce. Větší mince panda byly vydávány pouze v některých letech s hmotností 5 a 12 trojských uncí nebo 1 kg. Tyto populární mince jsou vydávány v kvalitě „Proof" (sběratelská kvalita) s každoročně obměnovaným vzorem. Vzor nebyl změněn pouze v roce 2002, kdy bylo ohlášeno zastavení měnění vzoru a trvalé používání vzoru z roku 2001. Sběratelé (numismatici) se však vyslovili s požadavkem na každoroční změnu vzoru a Čína tuto politiku změnila. V Číně je několik mincoven, které razí tyto mince, patří mezi ně např. Peking, Šen – v sazbě roku, stylu nebo v zobrazení chrámu – které mohou umožnit určit mincovnu, z níž daná mince pochází.

## Popis
- líc: vícevrstvé zobrazení (do hloubky) Chrámu nebes uprostřed s čínskými znaky „Čung-chua žen-min kung-che-kuo" označujícími Čínskou lidovou republiku v horní části a rok ražby v dolní části. V té může být i označení (u pamětních mincí), že se jedná o pamětní minci
- rub: rozdílná zobrazení pandy velké, která jsou každoročně obměňována (vyjma let 2001 a 2002, kdy byl použit stejný design)

Oficiálním distributorem zlaté a stříbrné mince Panda v Číně je „China Gold Coin Corporation" (CGCC). V USA byl od roku 1983 oficiálním distributorem „Panda America".

## Nominální hodnoty
Zlaté Pandy jsou vydávány ve jmenovitých hodnotách 500, 200, 100, 50 a 20 jüanů. Od roku 1982 do roku 2000 byly vydávány ve jmenovitých hodnotách 100, 50, 25 a 10 jüanů. Mince 5 jüanů byla přidána v roce 1983. Tyto jmenovité hodnoty odpovídají 1, 1/2, 1/4, 1/10 a 1/20 trojské unce zlata. Výjimka byla učiněna v roce 1991, kdy byla vydána Panda s hmotností 1 g a jmenovitou hodnotou 3 jüany.
| Jmenovitá hodnota | Nominální hmotnost | Hmotnost zlata | Celková hmotnost | Průměr   | Šířka   |
| ----------------- | ------------------ | -------------- | ---------------- | -------- | ------- |
| 500 jüan          | 1 trojská unce     |                | 31,103 g         | 32,05 mm | 2,70 mm |
| 200 jüan          | 1/2 trojské unce   |                | 15,5515 g        | 27,00 mm | 1,85 mm |
| 100 jüan          | 1/4 trojské unce   |                | 7,7758 g         | 21,95 mm | 1,53 mm |
| 50 jüan           | 1/10 trojské unce  |                | 3,1103 g         | 17,95 mm | 1,05 mm |
| 20 jüan           | 1/20 trojské unce  |                | 1,5552 g         | 13,92 mm | 0,83 mm |